# Glicogenoliză

Glicogenul

Glucoza

Glucozo-6-fosfatul

Glicogenoliza este procesul biochimic de transformare a glicogenului în glucoză. Dacă luăm în considerare o moleculă alcătuită din n unități de glucoză, atunci aceasta se desface într-o primă etapă în glucoză-1-fosfat și glicogen cu (n-1) unități de glucoză. Catenele ramificate ale glicogenului sunt catabolizate prin eliminarea secvențială a monomerilor de glucoză în procesul de fosforoliză, realizat în prezență de glicogen-fosforilază.

## Secvența de reacții
Reacția generală de degradare a glicogenului la glucoză-1-fosfat este următoarea:
glicogen(n resturi) + Pi  glicogen(n-1 resturi) + glucoză-1-fosfat
În acest caz, enzima denumită glicogen-fosforilază clivează legătura dintre un rest de glucoză terminală și o ramificație a glicogenului, prin substituția unei grupe fosforil dintr-o legătură de tipul α[1→4].
Glucoză-1-fosfatul este transformat la glucozo-6-fosfat (produs care adesea intră în procesul de glicoliză) în prezența enzimei fosfoglucomutază.
Resturile de glucoză sunt obținute în urma fosforolizei ramificațiilor glicogenului, însă în final rămân doar patru resturi de glucoză într-o ramificație legată α[1→6]. Apoi acționează enzima de deramificare, care va transfera trei dintre cele patru unități de glucoză la capătul unei alte ramificații ale moleculei de glicogen. Astfel, este expus punctul de ramificare α[1→6], care poate fi hidrolizat de către o α[1→6]-glucozidază, iar ultimul rest de glucoză va fi eliminat din fosta ramificație. În acest caz se obține direct glucoza ca metabolit, care va fi fosforilată la glucoză-1-fosfat de către hexokinază.

## Reglare
Glicogenoliza este reglată la nivel hormonal cu ajutorul a doi hormoni implicați în metabolismul glucidic (și implicit în menținerea nivelelor sanguine de glucoză): glucagonul și insulina. De asemenea, este stimulată de adrenalină, iar în miocite poate fi stimulată de semnale nervoase.